# Devin Hester
Devin Hester (Riviera Beach, Florida, 1982. november 4. –) amerikai amerikaifutball-játékos.

## Élete elején
Devin Hester Juanita Brown és id. Lenorris Hester fiaként látta meg a napvilágot Riviera Beachen, Floridában. Tizenkét éves volt, mikor szülei elváltak, majd édesapja meghalt. Később édesanyja súlyos autóbalesetet szenvedett. Nevelőapja, Derrick Brown hatására kezdett el Devin amerikaifutballozni. Bátyjával, Lenorris Juniorral közös hobbijuk lett a futball és a tudományok.
Hester a Suncoast gimnáziumba nyert felvételt. Középiskolai karrierje során játszott cornerbacket, wide receivert és running backet is. Visszahordási tehetsége már ekkor is megmutatkozott, a SuperPrep.com Florida 6. legjobb fiatal játékosaként tartotta számon, Hester ezt alátámasztva a 2002-es CaliFlorida Bowlon egy 80 yardos kickoff-return TD-t is bemutatott.
Hester fiatalon, mint a legtöbben a Dallas Cowboys szurkolója volt. Különösen szimpatizált Deion Sandersszel, Emmit Smithszel és Michael Irvinnel. Elkötelezett híve volt még a Chicago Bullsnak is Michael Jordan és Phil Jackson ottani tevékenykedése idején. A mai aktív játékosok közül az akkor még Gators-játékos Fred Taylor volt a kedvence. Más sportágakban is kipróbálta magát, mint például a baseballban vagy az európai labdarúgásban.

## A Miami Egyetemen
A középiskola elvégzése után Hester karrierje a Miami egyetemen folytatódott. Másodévesként a Walter Camp és a The Sporting News is beválasztotta az év csapatába. Hester érdemeit ekkoriban is, mint kickoff és punt returner szerezte. Mindenkit felülmúló irányváltoztató képessége és gyorsasága az NCAA legrettegettebb visszahordójává varázsolta. Élete első meccsén az NCAA-ben a Florida elleni kirúgást egy 97 yardos visszafutott touchdownra váltotta. A Duke elleni 2005-ös találkozó alkalmával 6 tackle sem akadályozta meg abban, hogy egy 81 yardos punt return TD-t szerezzen. Hester végül 6 kickoff return TD-nal, közte egy blokkolt mezőnygól visszahordással fejezte be egyetemi pályafutását. Ezen kívül volt 1-1 futott illetve elkapott touchdownja is valamint 5 interceptiont is jegyzett, mint defensive back. Hester lett a Miami Hurricanes első olyan játékosa, aki mindhárom csapatrészben szerepelt. Hester barátságot kötött Deion Sanderssel is Ed Reeden keresztül, aki az iskola öregdiákja. Sanders igazi mentora lett a fiatal Hesternek, becenevét is a kiváló CB után kapta. Sanders volt „Prime Time”, Hester pedig „Anytime”, ezen felül a Sanders védjegyének számító TD-t ünneplő táncot is átvette, amit NFL karrierje során már több ízben megcsodálhattunk.

## A Medvék között
A Chicago Bears választotta a 2006-os drafton Hestert, mégpedig a második körben. Lovie Smith, a medvék főedzője azonban már ekkor kijelentette, hogy elsősorban, mint return specialist fogják használni a cornerbacket, amint azt már az egyetemen megszokhattuk. Hester újoncéve megismételhetetlenre sikerült, annyi rekordot és kiváló teljesítményt hozott magával. Mindössze 13 játékhét alatt Hester 6 touchdownt jegyzett, beleértve egy 108 yardos, kihagyott mezőnygólkísérlet után visszahordott TD-t is a Giants ellen. Szintén emlékezetes egy 83 yardos győzelmet érő punt return TD, amit a Cardinals ellen mutatott be, de leginkább a Rams ellen villogott, akik ellenében 2 kickoff return TD-t is elkönyvelhetett.
A 14. heti rekorddöntés óta az ellenfelek külön ügyelnek arra, hogy véletlen se kerüljön Hester kezébe a labda egy-egy visszahordás előtt. Hesternek nem is sikerült egyetlen nagy játékot sem bemutatnia a playoff első 2 meccsén, de a Chicago így is megmérkőzhetett a Super Bowl XLI keretein belül az Indianapolis Colts ellen. Hester a kezdőrúgást aztán azonnal TD-re váltotta hat pontos előnyt szerezve a Chicagonak. Ez volt a Super Bowlok történetének első ilyen alkalma, hogy rögtön a kezdőrúgást követően ünnepelhetett a fogadó csapat. Ez volt egyébként a legkisebb idő alatt megszerzett előny a SB-ok történetében. Az eset után, a döntő folyamán a Colts egyszer sem rúgott Hester felé, elkerülve az újabb veszélyt. A csapat speciális egységének vezetője, Dave Toub jelenleg is dolgozik a taktikán, hogy miként tudják majd az elkövetkezendő szezonban Hestert használni a visszahordásra, ha az ellenfelek kényesen ügyelnek arra, hogy Hester a labda közelbe se kerülhessen.
Hester háromszor kapta meg az „NFC legjobb special team játékosa a héten” díjat, és a Pro Bowlra is meghívást kapott. December hónap játékosa lett az NFC-ben és az Év Újonca díjra is esélyesnek tartották, de ebben alulmaradt. Az AP által közzétett Év Csapata voksoláson második helyen végzett, mikor a maximális 50 szavazatból 48,5-et szerzett meg. (Tomlinson, Bailey és Jason Taylor 50-50 szavazatot kapott). Eddigi egyetlen szezonjában 3 TD-t és kerek 600 yardot szerzett csapatának 47 punt visszahordásból, illetve 2 TD-t és 528 yardot 20 kirúgás visszavitelből, ami a liga legjobb returnere címre jogosítja fel. Egészen a 14. hétig Hester volt a Bears második legeredményesebb pontszerzője Robbie Gould kicker után.
Rengeteg szurkoló szerint Hester képességeit mint wide receiver is kamatoztatni tudná, csapattársához, Rashied Davishez hasonlóan. Lovie Smith engedve a nyomásnak december 17-én a Buccaneers ellen ki is próbálta Hestert a szélső elkapó pozícióban. Hester szinte minden interjújában megemlíti, hogy milyen sokat köszönhet Deion Sandersnek, aki rengeteget segített neki még profi évében is. A korábban hasonló poszton szereplő Sanders persze önmaga is úszkál a dicsőségben, hogy ilyen tanítvánnyal dolgozhat együtt.

## A magánéletben
Hester jelenleg Tamara Jamesszel él együtt, aki a Washington Mystics WNBA csapatának tagja. A Miami Egyetemen ismerkedtek meg egymással. Hester a Black Sport Networknek elmondta, hogy remekül érzi magát Tamarával, de az esküvő még egy nagyon távoli gondolat részéről. Ezt a tényt a Chicago Tribute is megerősítette egy interjúban, amit egy Miami Heat-meccs szünetében készítettek Hesterrel. A Wilma hurrikán Hesterék floridai házát is lerombolta, de Devin fizetéséből és reklámbevételéből sikerült új otthont építeni. Hester testvére, Lenorris Jr. viszont odaköltözött testvéréhez Chicagolandbe. Hester hívő keresztyén. Minden meccsre magával viszi a Bibliát, amikor pályára lép.
Devin újoncévi virágzása különös népszerűséget hozott magával: a Rams elleni 2 TD után szerződét kötött egy üdítőital-gyártó valamint egy telefonos céggel is, sőt a Nike új reklámarca lett. Valószínűleg az EA Sports Madden NFL 2008 játék borítóján is ő fog ránk mosolyogni, mint a készítők ígérik: ő lesz a leggyorsabb játékos a videójáték franchise történetében.